# Jan Stampioen
Jan Jansz de Jonghe Stampioen, ou Jean Stampion, né à Rotterdam en 1610 et mort à Arras en 1653, est un mathématicien néerlandais. Fils et père d'arpenteur et de cartographe, il fut célèbre en son temps et devint précepteur du prince Guillaume d'Orange puis de Christiaan Huygens. Ayant fait imprimer en 1639 une nouvelle algèbre en langue flamande démarquée de la Géométrie de Descartes, il s'attira les foudres du philosophe qui eut raison de lui au travers de l'arpenteur Jacob A. Waessenaer. 

## Biographie

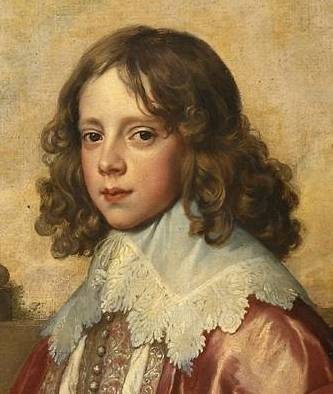
Le prince Guillaume enfant

Son père, prénommé également Jan Jansz Stampioen (1589–1660), était lui-même arpenteur (il laisse une carte de ses relevés du Schieland) et facteur d'instruments astronomiques. Stampioen signifie Pivoine en néerlandais. Le jeune Jan Jansz Stampioen prend donc rapidement le surnom de "Johan Stampioen d'Jonghe" (le jeune) pour se distinguer de son père. Ce dernier fonde une société savante avec Isaac Beeckman,  le Collegium mechanicum. Il enseigne lui-même les mathématiques à son fils. En 1632, "De Jonghe", qui demeure en correspondance avec Beeckman, et qui professe les mathématiques à  Rotterdam, donne  un premier  traité de trigonométrie sphérique démarqué d'Albert Girard. Ce traité est annexé aux Tabulae sinuum tangentium secantium de Frans van Schooten  le vieux (1581–1645) - le père de l'éditeur de Descartes.
En 1633, il propose un problème à la sagacité de ses contemporains. Descartes lui répond mais "Jan De Jonghe" conteste sa victoire car Descartes  s'est contenté d'une mise en équation, sans la résoudre, ce qui paraît une trivialité au philosophe mais provoque entre eux une réelle inimitié. Pour en ajouter, un peu, le philosophe pose en retour à Stampioen une question infaisable contenant un énoncé tronqué.
En 1636, le 19 mars, le conseil de Rotterdam emploie Stampioen pour donner des leçons de mathématiques publiques.
Il se marie l'année suivante avec Annetje Pieters Bock.
En 1638, « De Jonghe » déménage à La Haye. Il y est nommé par le stathouder  Frédéric-Henri d'Orange-Nassau précepteur du prince Guillaume.
Il ouvre alors avec son beau-frère, Barthout Pietersz Bock, un atelier d'imprimerie du nom de In sphaera mundi, où il publie ses propres livres de mathématiques, qu'il revend le 7 septembre 1640 à Francq van der Spruyt.
En 1638 Stampioen lance un défi mathématique aux ingénieurs des Pays-Bas, sous le pseudonyme de Jean-Baptiste d'Anvers, dans un placet intitulé Quaestie aen de Batavische ingenieur, auquel il répond lui-même avec un sens étonnant de la réclame par un opuscule intitulé Analysise Algebrique (en néerlandais : Wiskonstige ontbinding). Intrigué par cette méthode, René Descartes, pousse un de ses amis, un jeune arpenteur du nom de Jacob A. Waessenaer, à contester quelques points de ce traité dans Solutie op de quaestie aen de Batavische ingenieurs voorghestelt.
En 1639, Stampioen imprime une Algèbre selon de nouvelles règles de 366 pages, où il donne parmi de nombreuses propositions de géométrie et d'algèbre des recettes pour réduire les équations cubiques dans un corps quadratique pour certains cas particuliers. Ce livre, dédié au prince Frédéric-Henri, a le même format que la  "Géométrie", et la même disposition des formules, il contient de luxueuses épures et de nombreuses figures. Enfin, il est publié chez l'éditeur-même de Descartes, Jean Maire de Deydel. Est-ce de la provocation ? Aussitôt, Jacob A. Waessenaer aidé par Descartes, se fend d'une critique de ce livre : Aenmerkingen op den Nieuwen stel-regel.
Pour répondre à ces attaques, Stampioen publie trois pamphlets : Dagh-vaerd-brief, en octobre 1639, Tweeden dagh-vaerd-brief, en novembre et Derde dagh-vaerd-brief dix jours plus tard. L'année suivante, leur dispute arrive devant un jury. La somme de 600 florins (gulden) mise en jeu doit revenir aux nécessiteux de la ville par l'entremise du recteur Nicolaus Dedel de l'université de Leyde. Descartes appuie de tout son poids son prête-nom. Waessaenaer publie de nouvelles critiques.  Stampioen tente de se dérober ; sans doute connaît-il toutes les limites de sa méthode : en terme moderne, elle n'est valable qu'au cas où la norme du nombre est elle-même un cube. Ainsi, en dépit de l'amitié que lui portent la plupart des membres du jury, Jacobus Golius, Frans van Schooten  l'aîné, Bernard Schot, et Andreas van Berlicom, "De Jonghe" voit ses propositions condamnées le 24 mai 1640.

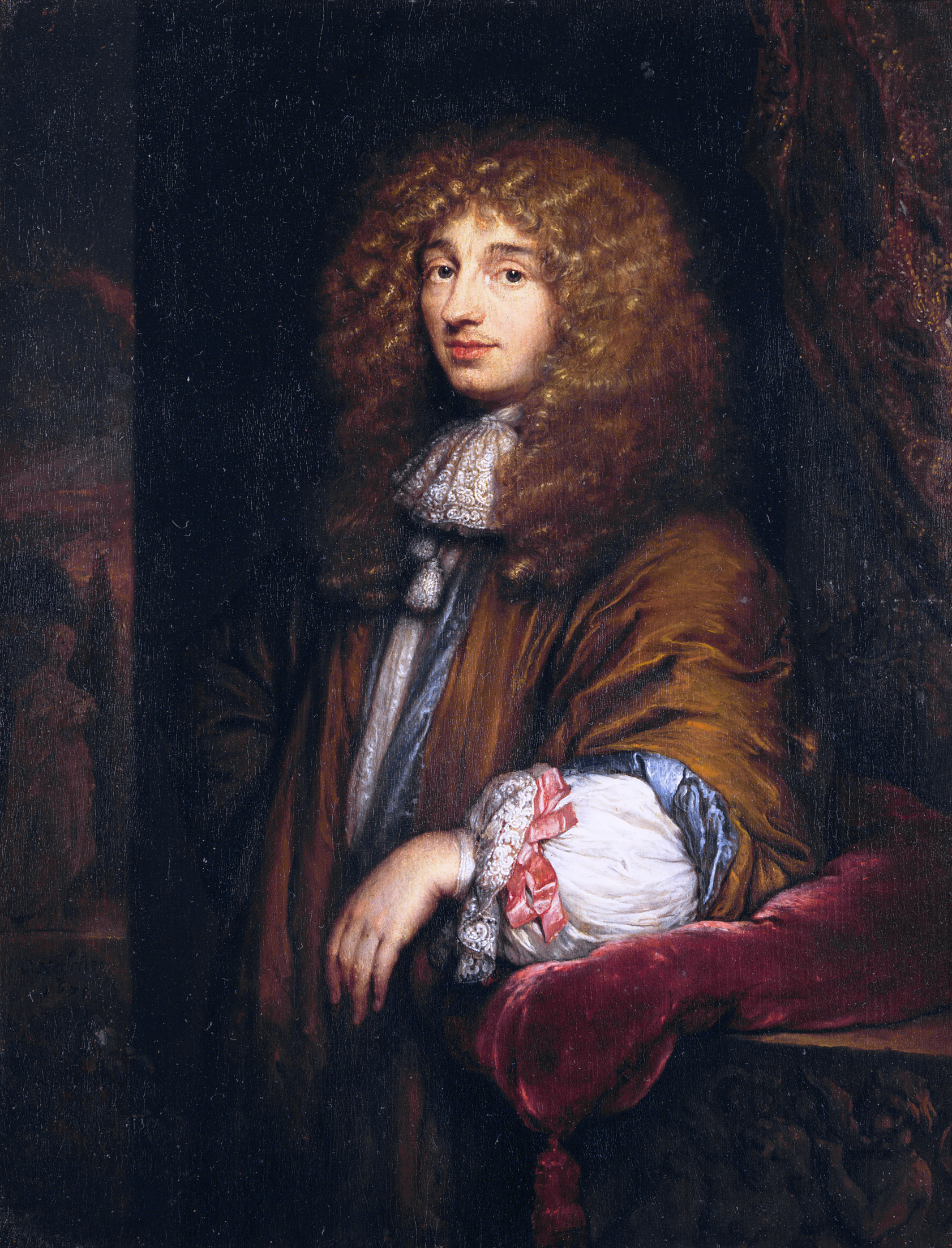
Christian Huygens, jeune homme

En 1640, il fait publier par Francq van der Spruyt son Pentalogos, un pamphlet dirigé contre le philosophe, qu'il signe sous le nom de Mercurius Cosmopolita. C'est un essai à cinq voix où l'auteur critique le Discours de la Méthode et son auteur. En 1648 un second pamphlet, Notæ in programma quoddam, contre Descartes verra le jour avec pour auteur "Theophilus Cosmopolita" [NON : les Notae in Programma Quoddam sont de Descartes et constituent une réponses à Regius].  L'auteur y critique essentiellement les "Météores" selon un point de vue "hermétique" hérité de Paracelse. 
En 1641, il perd sa mère, Annetje Willemsdr. 
En 1644, De Jonghe est nommé précepteur de Christiaan Huygens. Malgré l'amitié qui le lie à Descartes, Constantin Huygens n'hésite pas à choisir Jan Stampioen comme précepteur pour son fils. Cet élève célèbre suit les leçons de "De Jonghe" avec son frère cadet. Le maître dresse alors la liste des seize livres mathématiques qu'il faut d'après lui avoir lu ; on y trouve l'optique de Descartes (mais pas François Viète). Michaud dans sa biographie stipule que ce professeur fit faire en peu de temps de grands progrès à son élève. N'eût-il formé que ce seul élève, son nom mériterait de ne pas périr ajoute de R.P. Bosmans ; Huyghens affirmera via louis Figuier que si Descartes eût pu mieux connaître Stampioen, peut-être eût-il trouvé que le mathématicien belge était, sinon un grand géomètre, du moins un habile professeur.
En 1645, "De Jonghe" perd sa femme, Annetje Pieters Bock. Ils ont eu trois enfants : Anna, Aeltgen et Nicolaas. Il se remarie aussitôt avec Cornelia Dathelaer ; puis, après le décès de cette dernière, avec Anna Maria de Wolf. Chargé de concours, De Jonghe se montre alors d'une grande sévérité pour les étudiants de l'université de Leyde et Frans Van Schooten, excédé, demande son renvoi sans solde.  Rejeté par ses pairs, De Jonghe s'exile dans les Pays-Bas espagnols. En 1651, il travaille à Bruxelles auprès de l'Archiduc Léopold-Guillaume de Habsbourg. Il meurt dans l'explosion d'une poudrière à Atrecht (Arras) en 1653.
Cartographe, son fils Nicolas a laissé un relevé des pays de Delft et de Gouda dressé au début des années 1650. En 1689, ce même  Nicolas est, avec Christian Huygens, membre du comité hollandais chargé de calculer la longitude en mer. Une confusion entre le père et le fils laisse parfois penser que de Jonghe est mort vers cette date.

## Notations
- Jan Stampioen utilise comme Descartes[9], tantôt la notation exponentielle {\displaystyle a^{4}} tantôt la notation concaténée {\displaystyle aaaa}.
- Il est en avance sur son temps, en notant  {\displaystyle a,,b=c,,d} l'égalité de deux fractions, qui sera donnée comme telle, un demi-siècle plus tard, par Leibniz. Il est aussi le premier à reprendre le symbole d'Oughtred pour l'égalité[9].
- Il écrit la racine en prolongeant le symbole {\displaystyle {\sqrt {}}} de son vinculum pour remplacer les parenthèses ou lever les ambiguïtés. Lorsqu'il s'agit d'une racine cubique ou d'ordre supérieur, il fait suivre immédiatement ce symbole de la puissance entourée d'un rond[9].

## La polémique avec Descartes
Après la découverte et la publication de la correspondance entre Descartes et Constantin Huygens par Léon Roth, le Père Henri Bosmans en a fait une étude complète. Les défis de Stampioen en Hollande pouvait laisser penser à Paris que Descartes avait déjà été supplanté. Cette menace explique la réaction quelque peu disproportionnée de la part du philosophe face aux prétentions d'un mathématicien officiel, proche de la cour des princes de Nasau, quoique d'un assez mince calibre. Le fait que Descartes redoute ses propres gallicismes en flamand peut en partie expliquer les raisons qui l'amènent à produire sa réponse sous le nom d'un de ses amis, le jeune arpenteur Jacob A. Waessenaer. C'est ce que fait comprendre le R.P Henri Bosmans :
«  Le Stampioenontdeckt était un pamphlet qui ne s'adressait qu'aux Hollandais et devait être écrit en leur langue. Or un pamphlétaire doit être sûr de sa plume, sous peine de prêter à la raillerie. Descartes qui vécut près d'un quart de siècle aux Pays-Bas, s'exprimait sans peine en néerlandais ; mais son parler et son style sentirent toujours un peu l'étranger. »
Dans ses lettres, le philosophe de la Haye laisse entendre que Stampioen est un médiocre mathématicien, un bohémien alchimiste à enfermer aux petites maisons, un sot, un être badin, un charlatan...  C'est à la fin du XIXe siècle qu'un certain  Korteweg, d'Amsterdam découvrit au British Museum une lettre autographe de Descartes  en flamand, et que l'attention fut appelée sur l'opuscule de Waessenaer. (et par suite sur Stampioen). On comprit alors que  Waessenaer n'avait guère été qu'un prête-nom. Cette conclusion fut approuvée par les éditeurs des Œuvres de Descartes, MM. Charles Adam et PaulTannery.
Pour finir, "De Jonghe" ayant perdu son pari, le recteur Dedel déposa ses 600 florins entre lesmains des curateurs du Pesthuis de la ville, qui les donnèrent à un établissement  luttant contre la peste. Descartes s'en montra contrarié car ce changement de destination atténuait en quelque sorte le jugement qu'il avait obtenu contre Stampioen. Sa rancune est tenace. Dans une lettre à de Pullot, Descartes écrit le 21 octobre 1643  à propos d'un problème qu'il a soumis à Élisabeth de Bohême, princesse palatine ;
«  Au reste j'ay bien du remors de ce que je proposai dernièrement la question des trois cercles à madame la Princesse de Bohème car elle est si difficile qu'il me semble 
qu'un ange qui n'aurait point eu d'autre instruction d'algèbre que celles que Stampioen lui aurait donnée n'en pourrait venir à bout sans miracle »

## Publications
- 1632 Tabulae tangentium sinum et secantium, le radium ad 10 000 000 :
- 1634 Resolutie ende ontbindinghe der twee vraegh-stucken, in den jare 1632 - à Rotterdam
- 1634 Solutie op alle de quaestien - à Rotterdam.
- 1639  Algebra ofte nieuwe stel-regel waerdoor alles ghevonden wordt in de wis-kunst, wat vindtbaer is, Un traité d'Algèbre nouvelle.